# Paco de Lucía
Paco de Lucía, pseudonimo di Francisco Sánchez Gómez (Algeciras, 21 dicembre 1947 – Cancún, 25 febbraio 2014), è stato un chitarrista, compositore, produttore discografico e attore spagnolo, considerato uno dei più grandi ed influenti chitarristi della storia della musica.
Elogiato da critica specializzata e pubblico per essere uno dei più grandi virtuosi di ogni tempo, de Lucía è considerato una figura fondamentale nel mondo della chitarra e, più in generale, dell'evoluzione della musica popolare del XX secolo.
A Paco de Lucía viene inoltre riconosciuto il merito di essere riuscito a espandere oltre i confini spagnoli la musica flamenca.

## Biografia

### Infanzia
Francisco Sanchez Gomez nasce ad Algeciras, in provincia di Cadice in Andalusia, Spagna, figlio di Lucía Gómez e Antonio Sánchez.
Il nome d'arte Paco è il diminutivo di Francisco e il cognome "de Lucía" è in onore della madre (lo chiamavano Paco "di Lucia" per distinguerlo da altri bambini che si chiamavano Paco). Egli è nato immerso nella cultura flamenca che ha appreso ancor prima che gli venissero impartite lezioni. Iniziò ad apprendere e suonare la chitarra a cinque anni dal padre e dal fratello Ramon de Algeciras (entrambi chitarristi di flamenco). Il suo maestro fu il chitarrista Niño Ricardo (Manuel Serrapí Sánchez), ed ebbe come zio Sabicas (Agustín Castellón Campos), altro importantissimo chitarrista.
A 9 anni il padre non ha i soldi per pagare la scuola così Paco l'abbandona per dedicarsi completamente alla chitarra e si esibisce per la prima volta in pubblico, ospite di una radio locale (Radio Algeciras). Tre anni dopo col fratello Pepe forma il duetto Los Chiquitos de Algecíras che gli fa vincere un premio speciale della giuria.

### Carriera musicale
Nel 1962 si trasferisce a Madrid con la famiglia e poi parte per gli Stati Uniti per il suo primo tour con il fratello. Dopo il periodo dei primi concerti, nel 1965 avvia una serie di collaborazioni musicali con vari artisti: il fratello Ramon de Algeciras, Ricardo Modrego e A. Fernández Díaz Fosforito con il quale incide la Seleccion Antologica del Cante Flamenco. Nel 1966 parte di nuovo in tour e l'anno seguente incide il suo primo album da solista La fabulosa guitarra de Paco de Lucía.
Nel 1968 l'incontro con Camarón de la Isla, con il quale incise 12 album. La lunga serie di concerti e il successo ottenuto gli permisero di suonare il 18 febbraio 1977 al Teatro Real di Madrid, in cui non si era mai esibito nessun chitarrista di flamenco. A metà degli anni settanta conobbe personaggi importanti per la sua evoluzione, tra cui Al Di Meola, John McLaughlin, Larry Coryell, Michael Laucke e Chick Corea. Sposò nel 1977 Casilda Varela. Nel 1980 incise con John McLaughlin e Al Di Meola Friday Night in San Francisco, che ha venduto più di cinque milioni di copie.
Nel 1981 con Ramón de Algeciras, Pepe de Lucía, Rubén Dantas, Carles Benavent e Jorge Pardo incise un album rivoluzionario per la musica flamenca Solo quiero caminar. Nel 1996 si riunisce dopo 13 anni con John McLaughlin e Al Di Meola e incide The Guitar Trio. Nel 1998 dedica alla madre scomparsa l'album Luzia: per la prima volta si sente la sua voce come cantaor. Nel 2004 gli fu conferito il Premio Príncipe de Asturias; il 23 marzo 2007 l'Università di Cadice e l'8 maggio 2010 il Berklee College of Music di Boston gli conferirono il titolo di Dottore Honoris Causa per il suo contributo musicale e culturale.

### Morte e commemorazioni
Il 25 febbraio 2014, a 66 anni, muore d'infarto sulla spiaggia messicana di Cancun mentre era in vacanza con la famiglia; Paco accusò un intenso dolore al petto mentre stava giocando a calcio con il figlio lungo la riva e, portato d’urgenza in ospedale, morì poco dopo.
È sepolto al Patio de San José, nel vecchio cimitero municipale di Algeciras.
All'annuncio della sua morte, diverse figure di spicco della politica spagnola hanno ricordato Paco de Lucía, tra i quali Mariano Rajoy, Alfredo Pérez Rubalcaba e la famiglia reale spagnola. Inoltre un gran numero di artisti ha reso omaggio al chitarrista fra i quali John McLauglin, Al di Meola, Eric Clapton, Slash, Chick Corea e molti altri
Nella città natale di Paco, ad Algeciras, è stata eretta una statua di bronzo in suo onore scolpita da Nacho Falgueras.
Il 25 marzo 2015, la linea 9 della metropolitana di Madrid viene ribattezzata “Paco de Lucía” in suo onore.

## Vita privata
Paco de Lucia si è sposato una prima volta nel 1977 con Casilda Varela, figlia del generale franchista José Enrique Varela; dalla loro unione sono nati i figli Casilda (nel 1978), Lucía (nel 1979) e Curro (nel 1983). il matrimonio terminò nel 1997 con un divorzio.
Nel 2000, il chitarrista si è risposato con Gabriella Carrasco, dalla quale ha avuto i figli Diego (nel 2007) e Antonia (nel 2000).

## Stile

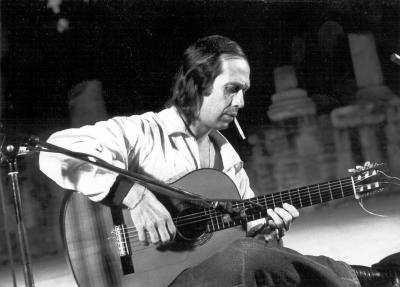
Paco de Lucía in concerto

Lo stile di Paco de Lucía era molto personale e riconoscibile. Egli, nelle sue registrazioni, fondeva con il flamenco elementi provenienti dal jazz, dalla bossa nova, dalla musica caraibica e dalla musica classica.
Nei suoi brani Paco utilizzava uno stile energico, molto ritmico ed altrettanto dinamico, tutto ciò abbinato ad una grande precisione sulla tastiera e ad un'incredibile velocità di esecuzione.
Molto elogiate sono le qualità delle sue composizioni, le quali presentano un carattere fortemente strutturato, quasi "architettonico", e spesso con l'aggiunta di un'ambizione più orchestrale, che si riversava nell'insolita quantità di strumenti utilizzati nei dischi.

## Discografia

### Album in studio
- 1961: Los Chiquitos de Algeciras, vol. 1, 2 e 3
- 1963: Los Chiquitos de Algeciras: cante flamenco tradicional
- 1964: La guitarra de Paco de Lucía:Rondeña De Ramón Montoya
- 1964: Dos guitarras flamencas in stereo
- 1965: 12 éxitos para dos guitarras flamencas .
- 1965: Doce canciones de García Lorca para guitarra
- 1967: Canciones andaluzas para dos guitarras
- 1967: La fabulosa guitarra de Paco de Lucía
- 1967: Dos guitarras flamencas en América Latina
- 1969: Paco de Lucía e Ramón de Algeciras, 12 successi per 2 guitarras flamencas y orquesta de cuerda
- 1969: In Hispanoamérica
- 1969: Fantasía flamenca de Paco de Lucía
- 1969: en Hispanoamérica (vol. 2)
- 1971: El mundo del flamenco
- 1971: Recital de guitarra
- 1972: El duende flamenco
- 1973: Fuente y caudal
- 1976: Almoraima
- 1978: Interpreta a Manuel de Falla
- 1981: Solo quiero caminar
- 1981: Castro Marín
- 1983: Passion, Grace & Fire di: Al Di Meola, John McLaughlin & Paco de Lucía
- 1987: Siroco
- 1990: Zyryab
- 1996: The Guitar Trio di: Al Di Meola, John McLaughlin & Paco de Lucía
- 1998: Luzia
- 2004: Cositas Buenas
- 2014: Canción Andaluza

### Album live
- 1975 : En vivo desde el Teatro Real
- 1981 : Friday Night in San Francisco di: Al Di Meola, John McLaughlin & Paco de Lucía
- 1984 : Live One Summer Night
- 1993 : Live in America
- 1991 : Concerto d'Aranjuez, con l'orchestra di Cadaqués
- 2011 : En vivo. Conciertos España
- 2022 : Saturday Night in San Francisco di: Al Di Meola, John McLaughlin & Paco de Lucía
- 2023: Paco de Lucía : The Montreux Years.

### Raccolte
- 1977 : Hispanoamérica di Paco de Lucía e Ramón de Algeciras (compilation)
- 1983 : Entre dos aguas (compilation)
- 1996 : Antología (compilation)
- 2003 : Paco De Lucía Integral
- 2003 : Por descubrir
- 2004 : Nueva antología
- 2005 : Gold (compilation)
- 2008 : Flamenco virtuoso

### Colonne sonore
- 1976 - La Nueva Costa del Sol (regia di Gonzalo Sebastián de Erice)
- 1979 - La Sabina (regia di José Luis Borau)
- 1984 - The Hit (regia di Stephen Frears)
- 1989 - Sangre y arena (regia Javier Elorrieta)
- 1989 - Montoyas y Tarantos (regia Vicente Escriva)
- 2008 - Solo quiero caminar (regia Agustin Diaz Yanes)
- 2014 - Paco de Lucía: La búsqueda (regia Curro Sánchez)

### Video
- Rito y Geografía del Toque (Televisión Española)
- Rito y Geografía del Cante DVD n.8 (Televisión Española)
- 1971 - Hannie Caulder (regia Burt Kennedy)
- 1980 - Meeting of the Spirits: Live at Royal Albert Hall
- 1983 - Carmen (regia Carlos Saura)
- 1987 - Paco & John Live at Montreux 1987 (DVD + 2CD)
- 1992 - Sevillanas (regia Carlos Saura)
- 1993 - Light and Shade (Arthaus)
- 1991 - Concierto de Aranjuez (Universal Music)
- 1995 - Flamenco (regia Carlos Saura)
- 1996 - Paco de Lucia & Group Live at Germeringer Jazztage (Tdk Mediactive)
- 1996 - Pavarotti & Friends for War Child (Decca)
- 2002 - Francisco Sanchez (Universal Music)
- 2010 - Flamenco Flamenco (regia Carlos Saura)
- 2011 - La saga de los Lucía. La historia de la familia en imágenes (regia José Maria Guerrero)
- 2011 - La inmortalidad de un concierto incluso in En Vivo conciertos España 2010 (2 CD + DVD)
- 2014 - Paco de Lucía: La búsqueda (regia Curro Sánchez)

#### Collaborazioni (parziale)
- Bryan Adams Have You Ever Really Loved a Woman? - album "18 TIL I DIE"
- Jan Akkerman
- Juan Alberto Amargós
- Vicente Amigo
- Claudio Baglioni "Domani mai" - album OLTRE 1990
- José María Bandera
- Carlos Benavent
- Juan Manuel Cañizares
- Albano Carrisi "Un sasso nel cuore" - album EMOZIONALE 1995
- Albano Carrisi & Romina Power "Na na na" - album EMOZIONALE 1995
- Chick Corea "Touchstone" "The yellow nimbus" - album TOUCHSTONE 1982
- Montse Cortés
- Larry Coryell
- Rubem Dantas
- grupo Dolores
- Antonio Gades
- Ramón de Algeciras
- Pericón de Cádiz
- Camarón de la Isla
- Pepe De Lucía
- Rafael de Utrera
- Juan el de Vara
- Tino Di Geraldo
- Al Di Meola "Mediterranean sundance" - album ELEGANT GIPSY 1977, Passion grace & fire - album ELECTRIC RENDEZVOUS 1982
- "El Kejio (Blas Cordoba) "
- Chano Dominguez
- Duquende
- Fosforito
- El Grilo
- El Lebrijano (Juan Peña)
- El Sevillano
- Javier Limon
- Malú "Te amo por eso"
- Wynton Marsalis "Mvt. IV: Buleria El Portalon Mvt. VIII: Deep Blue (From The Foam) / Profundo Lamento (Desde La Espuma)" - album VITORIA SUITE 2010
- John McLaughlin "Manitas d'oro" - album BELO HORIZONTE 1981
- Ricardo Modrego
- Steve Morse
- Niño Josele
- Anna Oxa
- Jorge Pardo
- Luciano Pavarotti
- Alain Perez
- El Piraña (Israel Suarez)
- Potito
- Raphael Rabello "Samba do Avião" - album Todos os Tons 1992
- Manolo Sanlucar
- Carlos Santana
- Antonio Serrano
- Manuel Soler
- La Tana
- José Torregrosa
- Tomasito (Tomás Moreno)
- Tomatito
- Jaime Torres

## Pubblicazioni

### Libri
- 1992 D.E.Pohren: Paco de Lucía and Family: The Master Plan (Seemsa)
- 1994 Juan José Téllez: Paco de Lucía: Retrato de familia con guitarra (Qüásyeditorial)
- 1995 Paco Sevilla: Paco de Lucía. A new tradition for the flamenco guitar (Sevilla Press)
- 2003 Juan José Téllez: Paco de Lucía, en vivo (Plaza Abierta)
- 2005 Diana Pérez Custodio: Paco de Lucía. La evolución del flamenco a través de sus rumbas (Serv. de Public. de la Diputación de Cádiz)
- 2005 Norberto Torres Cortés: Guitarra Flamenca (volume II) (Signatura Ediciones)
- 2005 Norberto Torres, Juan José Téllez: Paco de Lucía, Nombres propios de la guitarra Vol.3 ()
- 2006 Felix Grande: Paco De Lucia y Camaron De la Isla (Lunwerg Editores SA)
- 2014 Rusel DeMaria: Paco de Lucia: My Memories of a Flamenco Legend (Waterfront Digital Press)
- 2015 Juan José Téllez: Paco de Lucía: El hijo de la portuguesa (Planeta Ediciones)

### Spartiti

#### Collezione Ufficiale di Trascrizioni
- LIBRO I: La Fabulosa Guitarra de Paco de Lucia (RGB Arte Visual S.L.)
- LIBRO II: Fantasia Flamenca de Paco de Lucia (RGB Arte Visual S.L.)
- LIBRO III: Fuente y Caudal (RGB Arte Visual S.L.)
- LIBRO IV: Almoraima (RGB Arte Visual S.L.)
- LIBRO V: Siroco (RGB Arte Visual S.L. Flamenco-Live Editorial)
- LIBRO VI: Zyriab (RGB Arte Visual S.L. Flamenco-Live Editorial)
- LIBRO VII: Luzia (RGB Arte Visual S.L. Flamenco-Live Editorial)
- LIBRO VIII: El Duende Flamenco (RGB Arte Visual S.L. Flamenco-Live Editorial)
- LIBRO IX: Solo Quiero Caminar (RGB Arte Visual S.L. Flamenco-Live Editorial)
- LIBRO X: Cositas Buenas (RGB Arte Visual S.L. Flamenco-Live Editorial) Pubblicati (Trascrizioni)

#### Raccolte di Trascrizioni
- La Fabulosa Guitarra de Paco De Lucia (Gendai Guitar)
- Friday Night in San Francisco (Hal Leonard)
- La guitarra de Paco de Lucía (Seemsa)
- Entre dos Aguas (Seemsa)
- Fuente José: Paco de Lucía tocando a Camarón. Etude de style (Play Music Publishing - Carisch)
- Worms Claude: Paco de Lucía tocando a Camarón. Etude de style (Play Music Publishing)
- Paco de Lucia: Guitar Tab (Carisch)
- Lo Mejor De (Carisch)
- Leiva David: Paco de Lucia "Guitar Tab Anthology" (Carisch)
- Leiva David: Antología de Falsetas de Paco de Lucía - Bulerías (1ª Época Inicios - Tradicional)
- Leiva David: Antología de Falsetas de Paco de Lucía - Tangos (1ª Época Inicios - Tradicional)
- Leiva David: Antología de Falsetas de Paco de Lucía - Tientos (1ª Época Inicios - Tradicional)
- Grandes éxitos - Vol 1 (Libro) (RGB Arte Visual S.L. Flamenco-Live Editorial)
- Grandes éxitos - Vol 2 (Libro) (RGB Arte Visual S.L. Flamenco-Live Editorial)

#### Singoli
- A Tu Vera (rumba) - 2 chitarre (Affedis)
- Camaron (rondeña) (Affedis)
- Panaderos (Gitarist - Nuova serie Giornale russo di chitarra Nr.2/1994)
- Cepa Andaluza (Bulerias) (Haas Musikverlag)
- Guajiras de Lucia (Guajiras) (Haas Musikverlag)
- Percusion Flamenca (Zapateado) (Haas Musikverlag)
- Entre Arrayanes (Fandangos de Huelva) (Quiroga)
- Taconeo Gitano (Zapateado) (Quiroga)
- Sortilegio (Petenera) (Quiroga)

#### Raccolte che includono anche altri compositori
- Anthology of falsetas No 7 - 2 chitarre (Affedis)
- Soleá por medio, Soleá por bulería (Affedis)
- Keys to Fandango (Affedis)
- Duende Flamenco Volume 1B - La Solea (Combre)
- Duende Flamenco Volume 2D - La Buleria (Combre)
- Duende Flamenco Volume 2E - La Buleria (Combre)
- Duende Flamenco Volume 3B - Siguiriya & Serrana (Combre)
- Duende Flamenco Volume 3C - Siguiriya & Serrana (Combre)
- Duende Flamenco Volume 4B - Tango,Tientos & Farruca (Combre)
- Duende Flamenco Volume 5A - Alegrias (Combre)
- Duende Flamenco Volume 5B - Alegrías (Combre)
- Duende Flamenco Volume 5 Hors série - Alegrias (Combre)
- Duende Flamenco Volume 6C: Granaina, Minera, Rondeña, Taranta (Combre)
- Excellent Flamenco Guitar Pieces vol.1 (Gendai Guitar)
- Rumba Improvisada (Gendai Guitar)
- Inspiration (Gendai Guitar)
- Excellent Flamenco Guitar Pieces vol.4 - 2 chitarre (Gendai Guitar)
- Les Maitres de la guitare flamenca vol.1 (PDG Francia)

#### Raccolte di altri compositori
- Adams Bryan: Have You Ever Really Loved a Woman? - in "18 Til I Die" (Hal Leonard)
- Leiva David: Camarón - (Nueva Carisch España)
- Di Meola Al: Passion Grace & Fire - 2 chitarre in "Music Words Pictures" (Hal Leonard)
- Di Meola Al: Passion Grace & Fire - 2 chitarre in "Electric Rendezvous" (Nichion Publications Inc.)
- Di Meola Al: Beyond the Mirage - 3 chitarre in "Original Charts: 1996-2006" (Hal Leonard)

#### Trascrizioni e adattamenti per altri organici strumentali
flauto e strumento melodico in Do, Sib, Mib e in chiave di Basso(Fa)
- Greatest Paco de Lucía´s hits for Melodic Instruments Vol.1 (RGB Arte Visual S.L. Flamenco-Live Editorial)

Violoncello e Pianoforte:
- El Tempul (Kunzelmann)

Per 2 violoncelli:
- El Tempul (Kunzelmann)

Per 4 violoncelli:
- Cepa andaluza (Kunzelmann)